# 1630-ті

## Події
- 1631, 2 січня  — Київська братська школа відновила свою діяльність, припинену в серпні 1630 у зв'язку з епідемією чуми.
- 1632, 1 вересня — почав діяти Київський братський колегіум.
- 1633, 7 липня  — новий митрополит Петро Могила урочисто в'їхав у Київ.

## Народилися
- 1635 —  Роберт Гук, англійський вчений-фізик.
- 1639, 20 березня — гетьман України Іван Мазепа.

## Померли
- 1631, 2 березня  — Йов Борецький.